# Kalasantinerkirche Maria, Hilfe der Christen

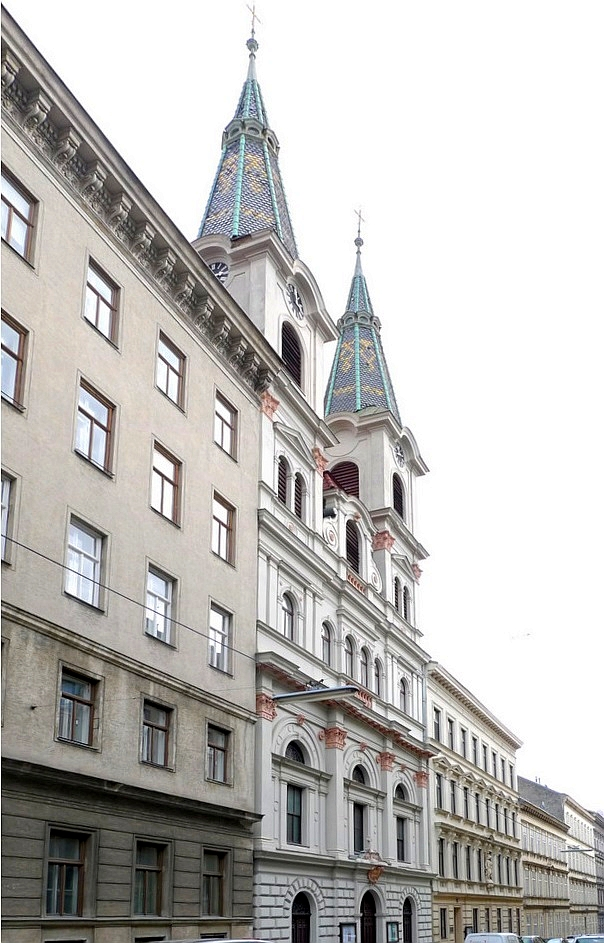
Fassade der Kalasantinerkirche im Mutterhaus der Kalasantiner in Rudolfsheim-Fünfhaus

Die Kalasantinerkirche „Maria, Hilfe der Christen“ ist eine römisch-katholische Kirche im 15. Wiener Gemeindebezirk Rudolfsheim-Fünfhaus und befindet sich in der Pater-Schwartz-Gasse 10/Gebrüder-Lang-Gasse 7. Sie hat das Patrozinium „Maria, Hilfe der Christen“ und ist Klosterkirche des Mutterhauses der Kalasantiner. Die Kirche steht unter Denkmalschutz (Listeneintrag).

## Geschichte

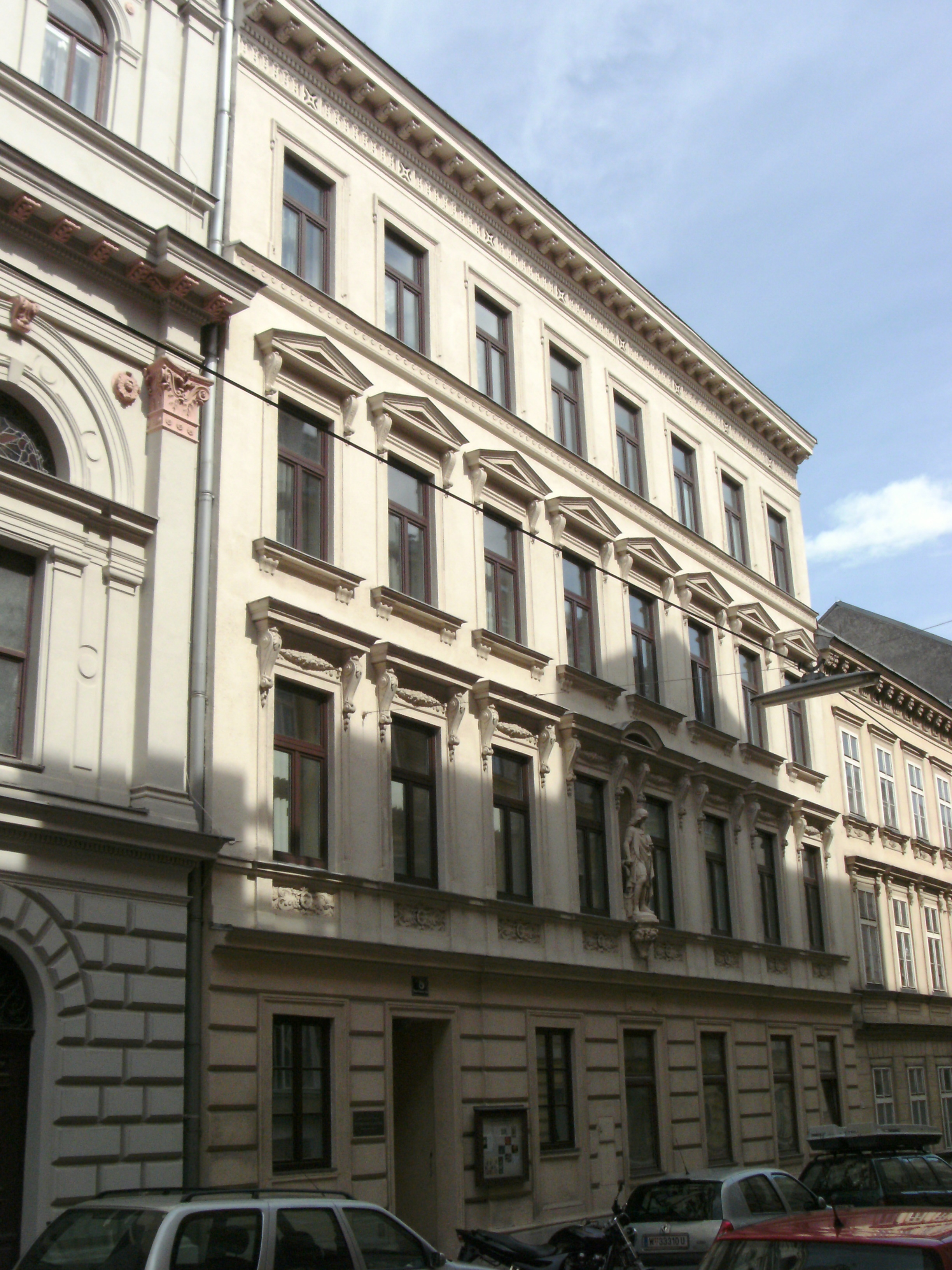
Kalasantinerkollegium in der Pater-Schwartz-Gasse

Pater Anton Maria Schwartz wurde 1879 Spitalsseelsorger am Sechshauser Bezirksspital der Barmherzigen Schwestern vom heiligen Vinzenz von Paul. Durch diese Tätigkeit auf die Not der Arbeiter aufmerksam geworden, gründete er 1882 den Katholischen Lehrlingsverein unter dem Schutz des heiligen Josef Calasanz und widmete sich ab 1886 ganz der Lehrlingsseelsorge. Da seine wachsenden Aufgaben ein größeres Haus benötigten, bezog er ein Gebäude im 15. Wiener Gemeindebezirk Rudolfsheim-Fünfhaus, das die Barmherzigen Schwestern vom heiligen Vinzenz von Paul dafür zur Verfügung gestellt hatten. Um 1888 erwarben Schwartz und seine Mitarbeiter zur Behebung des Platzmangels ein weiteres Haus, das nur durch einen Hof vom ersten getrennt war. Wenig später erwarben sie neben dem zweiten Haus einen Baugrund und machten sich an den Bau der „ersten Arbeiterkirche Wiens“. Wenige Tage nach ihrer Fertigstellung wurde die Kalasantinerkongregation am 24. November 1889 als eigenständiges Ordensinstitut gegründet und Schwartz mit fünf weitere Personen feierlich eingekleidet.
Der Gebäudekomplex um die Kalasantinerkirche trägt den Namen Kollegium „Maria, Hilfe der Christen“ und ist seit 1889 das Mutterhaus der Kalasantinerkongregation sowie der Sitz ihres Generalsuperiors. Das Kalasantinerkollegium entstand aus mehreren um 1870 entstandenen drei- bis viergeschoßigen Zinshäusern. Das Haus in der Pater-Schwartz-Gasse 8 hat noch den ursprünglichen historistischen Fassadendekor mit einer Figur des heiligen Florian aus dem dritten Viertel des 19. Jahrhunderts in einer Nische.

## Gebäude

### Außenarchitektur
Baubeginn für die „erste Arbeiterkirche Wiens“ war am 16. März 1889, ihre Weihe erfolgte am 17. November 1889. Der als Saalkirche ausgeführte Bau weist in der Bauflucht eine reich gegliederte Fassade in Formen der Neorenaissance auf. Die beiden unteren Geschoße haben drei Rundbogenportale und korinthische Pilastergliederung im Hauptgeschoß. 1908 wurde die Fassade der Mutterhauskirche der Kalasantiner um ein Geschoß vergrößert und die beiden 40 Meter hohen Türme hinzugefügt.

### Innenraum

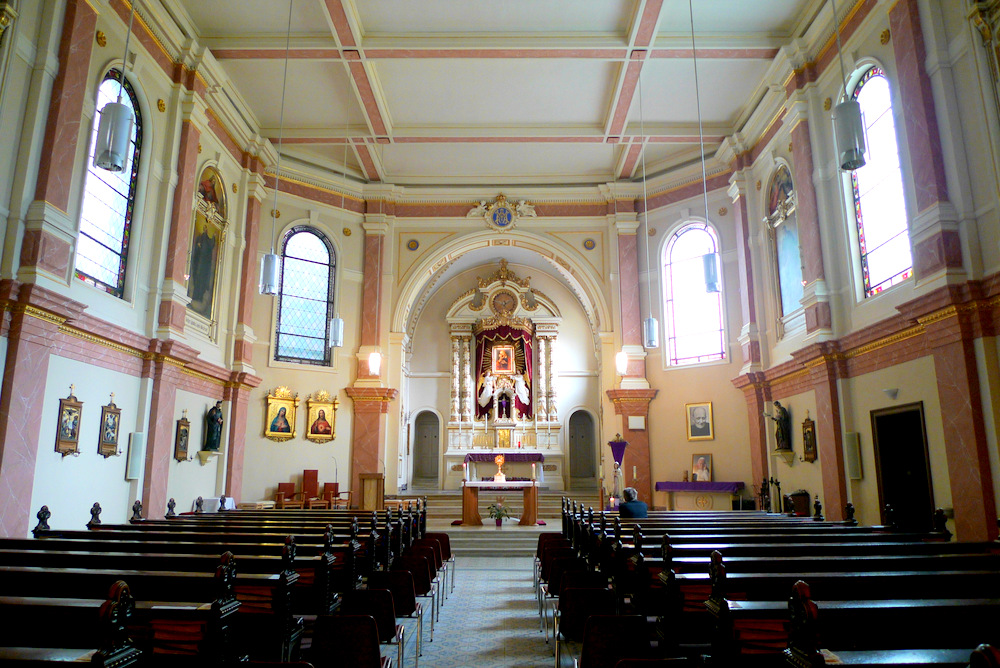
Innenraum der Mutterhauskirche

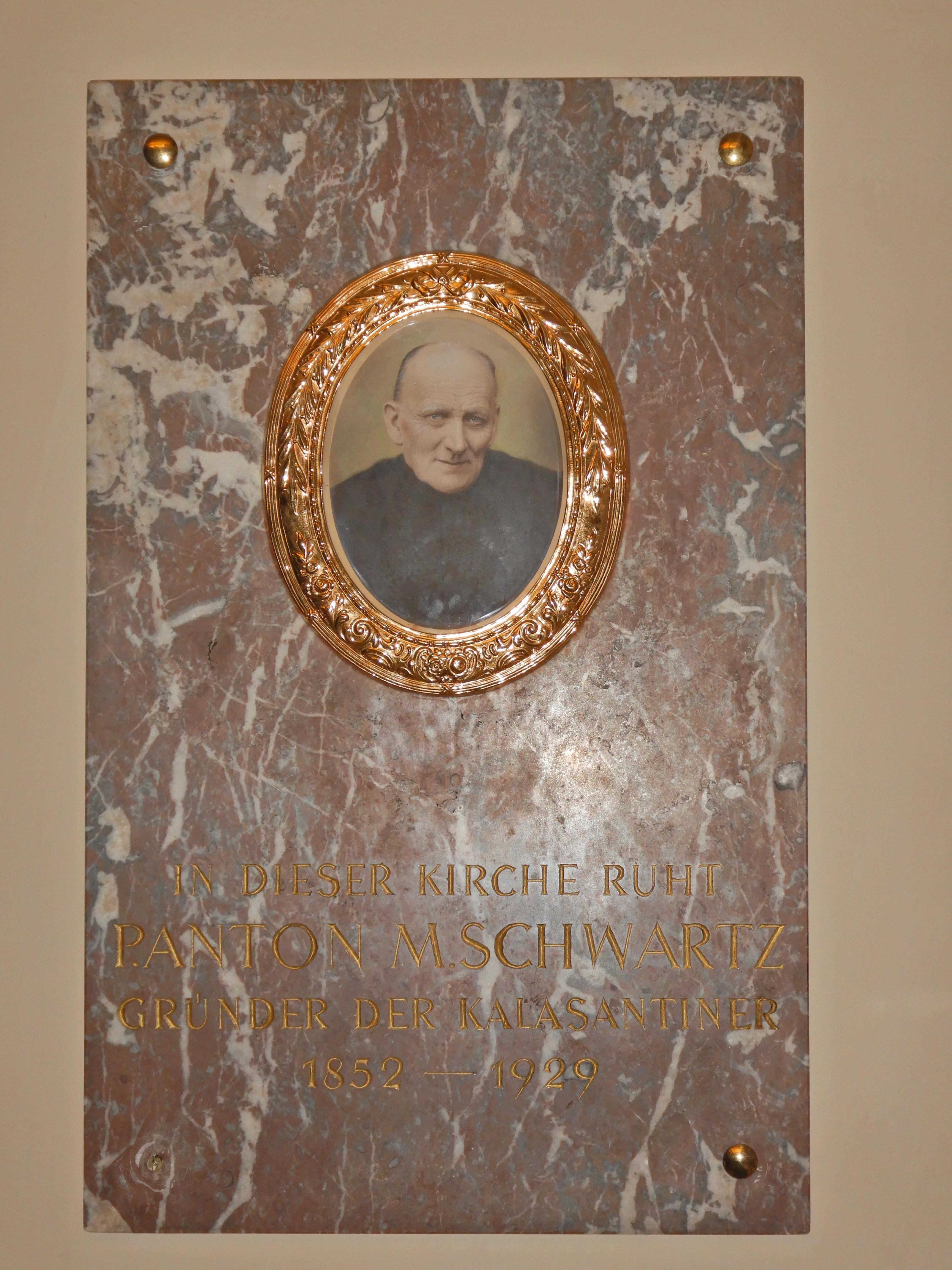
Gedenktafel für Pater Anton Maria Schwartz in der Mutterhauskirche

Der Innenraum der Mutterhauskirche der Kalasantiner ist als fünfeinhalb-jochiger Saalraum mit abgeschrägten Ecken zum eingezogenen nördlichen Chor, rundbogigem Triumphbogen sowie im Süden einer auf zwei Säulen gestellte, seitlich vorgezogene Orgelempore mit Balustradenbrüstung gestaltet.
Im November 1929 wurde der Leichnam von Pater Anton Maria Schwartz vom Hietzinger Friedhof in die Mutterhauskirche überführt und vor dem Hochaltar beigesetzt. Im Zuge des Seligsprechungsprozesses wurden die Überreste von Schwartz 1998 exhumiert, dauerhaft konserviert und in einen Glassarg im Hochaltarsockel gebettet. Am Hochaltar selbst befand sich ursprünglich ein Bild des heiligen Josef Calasanz, das jedoch 1894 durch eine von Josef Kastner dem Jüngeren angefertigte Kopie des Gnadenbildes Mariahilf (Original von Lucas Cranach d. Ä.) ersetzt wurde. Das Gnadenbild der Mutterhauskirche trägt seit 1902 die Bezeichnung „Unsere liebe Frau der Kalasantiner“.
Josef Kastner der Jüngere schuf für die Mutterhauskirche auch die Krippe und einige weitere Gemälde, während die Skulptur des heiligen Josef Calasanz von Leopold Kastner stammt.
Beim Umbau der Mutterhauskirche 1984 ging das ursprünglich einheitliche späthistoristische Aussehen verloren. 2015–2016 erfolgte eine Renovierung von Fassade und Türmen sowie auch eine Sanierung der Orgel, deren feierlicher Abschluss ein Festgottesdienst am 10. April 2016 bildete.
Im Gang bei der Klosterpforte Gebrüder-Lang-Gasse 7 befindet sich eine Gedenktafel für Papst Leo XIII., dessen Enzyklika „Rerum Novarum“ zur Entwicklung der katholischen Soziallehre beitrug.